# Jakob Schickfuß
Jakob Bonaventura Schickfuß, ab 1624 Schickfuß von Neudorf, (auch latinisiert Schickfusius, * 22. Januar 1574 in Schwiebus, Fürstentum Glogau; † 15. September 1637 in Breslau, Fürstentum Breslau) war ein deutscher Jurist, Historiker und Schulmann.

## Leben
Schickfuß wurde als Sohn eines kaiserlichen Zolleinnehmers geboren. 1593 nahm er das Studium der Philosophie und der Rechtswissenschaft an der Brandenburgischen Universität Frankfurt auf. Von dort aus begleitete er junge polnische Adlige an die Universitäten in Basel, Straßburg und Jena und kehrte 1597 nach Frankfurt an der Oder zurück. Dort übernahm er nun, nachdem er den Magistergrad erlangt hatte, die Stelle eines Notars an der Universität und hielt außerdem Vorlesungen. In dieser Zeit begann er sich nun auch durch seine schriftstellerische Tätigkeit hervor zu tun.
Schickfuß wurde 1608 als Rektor des Gymnasiums illustre in Brieg berufen. Er führte das Gymnasium zu einer neuen Blüte, sodass es zwischenzeitlich mehr als 500 Schüler unterrichtete. In seiner Zeit als Schulrektor blieb er der Frankfurter Universität verbunden. Er wurde am 22. Oktober 1612 zum Doktor beider Rechte promoviert und trat, nachdem er 1613 sein Rektorat niedergelegt hatte, als Hofrat in den Dienst des Herzogs Johann Christian von Brieg. In dieser Zeit schrieb er auch die Chronik Schlesiens, die aufgrund der Kriegswirren erst 1625 Veröffentlichung fand.
Schickfuß trat, nachdem der Dreißigjährige Krieg seinen Dienstherrn zu Flucht zwang, 1623 in den Dienst dessen Bruders Herzog Georg Rudolf zu Liegnitz. Dort verblieb er jedoch nur bis 1624. In diesem Jahr ernannte ihn der Kaiser Ferdinand II. zu seinem Kammerfiskal für Oberschlesien und erhob ihn in den Adelsstand. Außerdem verlieh er ihm den Titel Kaiserlicher Rat. Schickfuß bezog darauf folgend seinen neuen Dienstsitz in Breslau, wo er schließlich bis zu seinem Tod wirkte.

## Publikationen (Auswahl)
- Logica ex Aristotelaeo organo depromta et academicis disputationibus accommodata, Hertmann, Frankfurt an der Oder 1603.
- Conciliationum peripateticarum libri duo, Frankfurt an der Oder 1604.
- New Vermehrete Schlesische Chronica vnnd Landes Beschreibung, Eyring, Jena 1625.